# Einar Rød
Einar Rød, född 1897, död 1931, var en norsk skådespelare, under en period gift med den svenska skådespelaren Mary Johnson.
Rød gjorde teaterdebut 1915. Från 1924 var han vid Nationaltheatret, där han gjorde större insatser i pjäser som Till främmande hamn av Sutton Vane och Maria Stuart av Friedrich von Schiller. Han var även med i några svenska stumfilmer och visade stor talang för mediet, bland annat i rollen som den nye prästen i Prästänkan av Carl Theodor Dreyer (1920).

## Filmografi
- 1919 – Synnöve Solbakken
- 1920 – Prästänkan
- 1920 – Robinson i skärgården
- 1924 – Hjärtats röst

## Teater

### Roller (ej komplett)
| År   | Roll    | Produktion                          | Regi          | Teater         |
| ---- | ------- | ----------------------------------- | ------------- | -------------- |
| 1920 | Maurice | Min far hade rätt Sacha Guitry      | Einar Fröberg | Intima teatern |
| 1920 | Sergei  | Professor Storitzyn Leonid Andrejev | Einar Fröberg | Intima teatern |
| 1921 | Han     | Nju Osip Dymov                      | Rune Carlsten | Intima teatern |
| 1921 | Vasanta | Chitra Rabindranath Tagore          | Einar Fröberg | Intima teatern |